# رادومشل ناد سانم
رادومشل ناد سانم (به لهستانی:  Radomyśl nad Sanem) یک روستا در لهستان است که در گمینا رادومشل ناد سانم واقع شده‌است. رادومشل ناد سانم ۸۹۳ نفر جمعیت دارد.